# 大衛投石索
大衛投石索（羅馬化：Kela David）是以色列中遠程防空系統，由拉斐爾先進防禦系統公司與美國雷神公司共同研發，用於攔截彈道導彈、巡航導彈及無人機等先進武器，防衛範圍40～300公里，於2018年正式投入使用。

## 發展
2006年拉菲爾公司開始研發能夠應對70~250公里中遠程火箭彈的防空系統，並在2008年8月與美國簽署協議，雷神公司參與研發。
2023年9月，以色列國防部宣佈以3.4億美元向近期加入北約的芬蘭出售該防空系統。

## 組成
大衛投石索包含12個Stunner攔截器、發射器、指揮和控制中心、MMR雷達系統和光學感應器。